# Cathi Unsworth
Cathi Unsworth (Great Yarmouth, 11 de junio de 1968) es una escritora y periodista inglesa.  

## Trayectoria
Vive en Ladbroke Grove desde 1987 donde continúa trabajando como periodista y escritora. 
Comenzó a publicar en Sounds a los 19 años. Después trabajó en Melody Maker, antes de coeditar la revista de arte Purr y luego la revista Bizarre. También colaboró en The Guardian, Financial Times, Dazed & Confused, Fortean Times, Wire.
Empieza escribir novelas de misterio en 2005 con The Not Knowing y publica a la que le sigue The Singer en 2007, una novela punk noir que publica en la editorial Serpent's Tail.  También editó en 2006 antología London Noir.
Bicho raro (Weirdo, 2012), ha sido traducida a siete idioma y le ha permitido destacar en el género de literatura policíaca.
Su escritura está influida por la última etapa de Derek Raymond .

## Publicaciones

### Novelas
- The Not Knowing (2005)
- The Singer (2007)
- Bad Penny Blues (2009)
- Weirdo (2012)
- Without the Moon (2015)

## Español
- Bicho raro (2012)

### Cuentos
- London Noir: Capital Crime Fiction (2006) (como editora)

### Otros
- Man of Violence (ensayo)
- That Kind of Girl